# Cultuurhuis Edith Stein
Cultuurhuis Edith Stein is het voormalige raadhuis van Echt in de Nederlandse provincie Limburg. Het gebouw stamt uit de negentiende eeuw, en werd in 2019 omgebouwd tot cultuurcentrum en museum. Het behuist het Museum van de Vrouw, de Stichting Edith Stein, de Koninklijke harmonie St. Caecilia en de heemkundevereniging Echter Landj, Veldeke. 
Het cultuurhuis is vernoemd naar Edith Stein, een geleerde gelovige vrouw die in 1938 naar het Karmelietessenklooster in Echt kwam in een poging aan de Jodenvervolging te ontsnappen. Ze werd echter gedurende de Tweede Wereldoorlog door de Gestapo opgepakt, afgevoerd en in Auschwitz omgebracht. 

## Geschiedenis
Het gebouw was van oorsprong een gemeentehuis met openbare lagere school en onderwijzerswoning. Het was  in de jaren 1887-1888 gebouwd in neorenaissancestijl naar ontwerp van de architecten Johannes Kayser en Jean Speetjens. Het pand verving een ouder pand met dezelfde functie, waarvan de kelder bewaard bleef in de nieuwbouw.
Na enkele wijzigingen in de jaren dertig en vijftig van de twintigste eeuw is in 1981 het pand ingrijpend verbouwd en is op de plaats van de voormalige klaslokalen op de begane grond, en de achter de school aanwezige ommuurde speelplaats een bibliotheek gebouwd. De voormalige waskeuken is tot traforuimte verbouwd.
In 2019 werd het gebouw omgebouwd tot cultuurcentrum en museum.